# مانشینگ
مانشینگ (به آلمانی: Manching) یک شهر در آلمان است که در بایرن واقع شده‌است.

## خصوصیات
مانشینگ ۳۵٫۴۸ کیلومترمربع مساحت دارد ۳۶۶ متر بالاتر از سطح دریا واقع شده‌است.